# Irina Kirilova
Irina Kirilova (Tula, 15. svibnja 1965.) je bivša sovjetska, ruska i hrvatska odbojkaška reprezentativka. 2011.godine Kirilova je postala trenerica hrvatske ženske odbojkaške reprezentacije.
Sa sovjetskom, a potom i s ruskom reprezentacijom osvojila je sve što se moglo osvojiti. Ima zlato s olimpijskih igara (1988.), svjetskog prvenstva (1990.), europskih prvenstava (1989. i 1991.) i svjetskog kupa (1989.) Sa svojim brojnim klubovima za koje je nastupala u karijeri osvojila je šest naslova prvaka SSSR-a, tri Kupa SSSR-a, jedno prvenstvo Hrvatske, dva naslova prvaka Italije, tri kupa Italije, dva superkupa Italije, pet Kupova prvakinja, dva Kupa CEV-a, dva Kupa kupova i jedan superkup Europe. Ukupno 27 raznih trofeja.
Odbojku je počela trenirati s 9 godina. Iz lokalnog kluba, sredinom 1980-ih, prelazi u Uraločku trenera Nikolaja Karpolja. Tamo je uznapredovala u najbolju tehničarku svijeta. S Uraločkom je od 1986. osvojila mnogobrojne trofeje. Ti rezultati su doprinijeli da je proglase najboljom odbojkašicom svijeta 1990. godine. Iste godine imala je dosta nesuglasica s trenerom Karpoljem, pa prelazi u zagrebačku Mladost. Za Mladost je igrala do 1994., a tijekom svog boravka u Zagrebu dobila je i hrvatsko državljanstvo. Kao članica hrvatske odbojkaške reprezentacije osvaja srebrna odličja na europskim prvenstvima u Nizozemskoj 1995. i Češkoj 1997. S Irinom su u hrvatskoj reprezentaciji i još dvije naturalizirane Hrvatice: Jelena Čebukina i Tatjana Sidorenko. Od 1994. do 2006. s velikim uspjehom igra za talijanske klubove. Htjela se ponovo vratiti u rusku reprezentaciju kako bi nastupala u olimpijskom ciklusu za Peking, ali joj stroga pravila FIVB-e nisu dopuštala, jer je već jednom promijenila državljanstvo. U 44. godini, nakon dvogodišnje stanke, potpisuje za ruski klub Dinamo Moskva.